# 알무데나의 성모

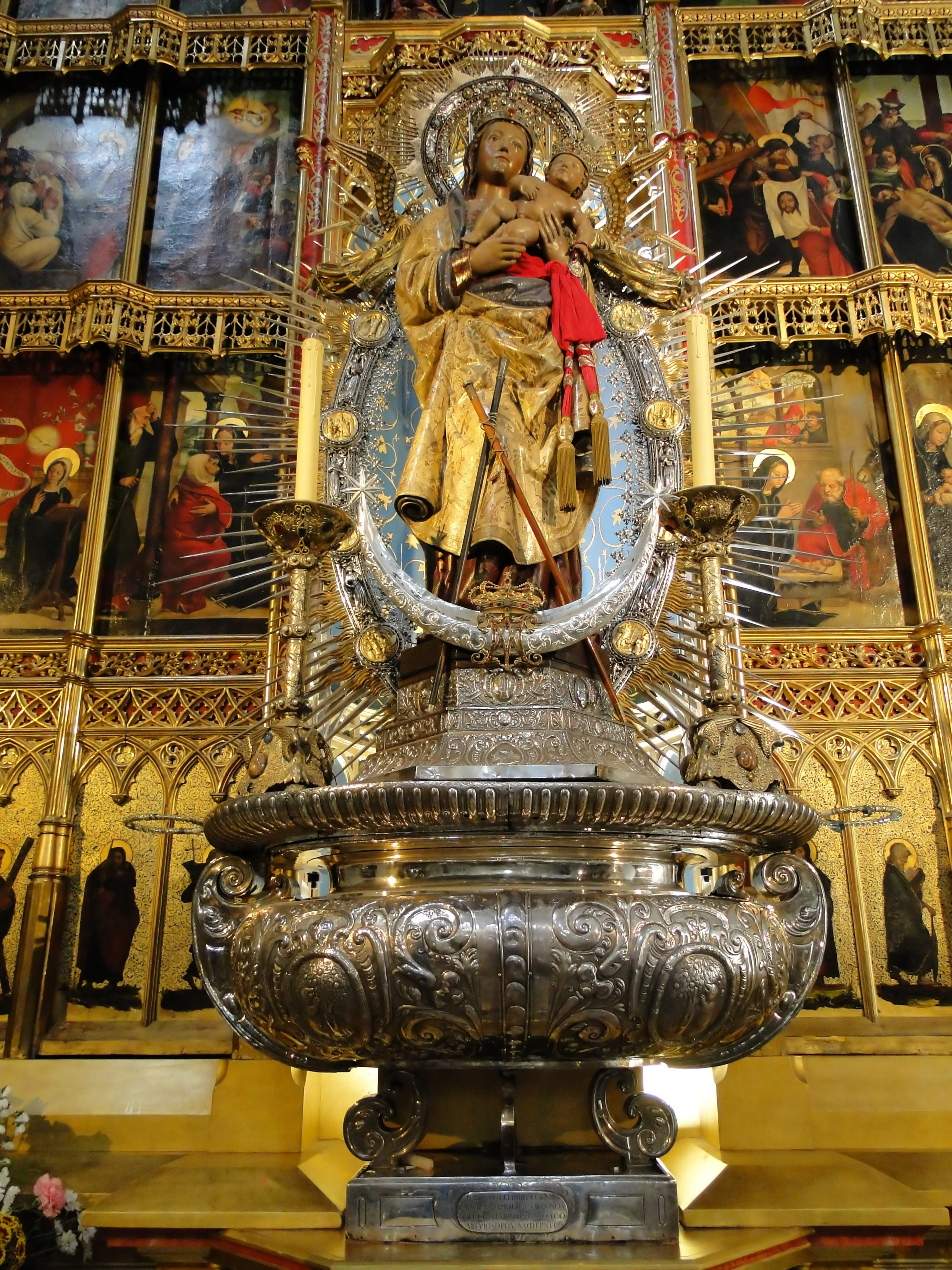
스페인 마드리드의 알무데나 대성당에 안치된 알무데나의 성모상.

알무데나의 성모(스페인어: Virgen de la Almudena)는 중세 시대 성모 마리아의 모습을 새긴 성상이다. 이 성모상은 스페인 마드리드로 옮겨져 그곳의 주보성인이 되었다.
그런데 흥미로운 점은 알무데나라는 명칭은 아랍어로 성채를 뜻하는 ‘알 무다이나(Al Mudayna)’라는 단어에서 유래했다는 사실이다. 이밖에도 알무데나의 성모와 관련해서 여러 가지 전설이 전해져오고 있다. 그 가운데 한 전설에 따르면, 712년 이슬람 군대가 진군하여 마드리드를 장악하기 전에 시민들이 마드리드를 에워싼 벽 안에 도시의 보호를 요청하는 뜻에서 성모상을 감추어주었다고 한다. 11세기에 카스티야의 알폰소 6세가 마드리드를 탈환하면서 로마 가톨릭의 병사들은 시민들이 숨겨 놓은 성모상을 찾기 위해 노력하였다. 기도의 날 다음날에 성모상이 숨겨져 있던 벽 부분이 허물어지면서 성모상이 그 모습을 드러냈다. 또 다른 전설에서는 기독교 병사들이 이슬람교 점령하의 마드리드로 진격할 때 성모 마리아가 그들 앞에 나타나 길을 안내했는데, 성모 마리아의 안내로 따라가 도달한 성벽이 갑자기 기적적으로 무너지면서 그 길을 통해 도시 안으로 진격했다고 한다.
알무데나의 성모상은 마드리드 주교좌 성당으로 옮겨져 안치되었다.